# John Gayle
John Gayle (Sumter, 11 september 1792 — Mobile, 21 juli 1859) was een Amerikaans politicus. Hij werd in 1831 benoemd tot de 7de gouverneur van Alabama.
- Gemeinsame Normdatei: 1175410624
- International Standard Name Identifier: 0000 0000 4890 0842
- Library of Congress Control Number: nr95010758
- SNAC: w6p56f1v
- Biographical Directory of the United States Congress: G000106
- Virtual International Authority File: 36806220
- WorldCat: E39PBJycKttx7RXDJhB7vtdhHC